# Gerard Atema
Gerard Atema (Aalsmeer, 14 september 1953) is een Nederlands musicus, componist en theatermaker. Hij studeerde piano en zang aan het Sweelinck Conservatorium (Amsterdam).
In 1971 sloot hij zich aan bij het Hauser Kamerorkest, voorloper van Hauser Orkater. Deze muziektheatergroep (ORKest en theATER) was genoemd naar de gebroeders Dick Hauser en Rob Hauser. Andere leden waren onder meer Jim van der Woude en de broers Alex van Warmerdam, Vincent van Warmerdam en Marc van Warmerdam. De groep boekte veel succes met de combinatie van fraaie beelden, absurd theater en eigenzinnige popmuziek.
Vanaf 1979 was hij werkzaam als componist/musicus bij 'de Horde', een van de opvolgers van Hauser Orkater. Ook later werkte hij voor de stichting Orkater aan muziektheatervoorstellingen, onder meer met Judith Herzberg.
Daarnaast werkte hij bij andere theatergezelschappen, speelde hij in de popband Hit The Pearl en componeerde hij muziek voor film en TV. 
In 1992 schreef hij de muziek voor het leaderpakket van het actualiteitenblok op Ned 3: NOS / Sportjournaal / NOVA.

## Oeuvre
- 1973 - Composities voor Op Avontuur / Hauser Orkater
- 1981 - Composities voor De Wangedachte / de Horde
- 1982 - Composities voor Ik mag zo graag eenvoudig stil / de Horde
- 1983 - Muziek verzorgd voor Kopzeer aan die Waanzee / Jim van der Woude
- 1984 - Muziek verzorgd voor God / Woody Allen, RO-theater
- 1985 - Muziek verzorgd voor Verschnitt / Loes Luca & Ria Marks, Orkater
- 1986 - Concept en muziek voor De Kleine Zeemeermin / Judith Herzberg, Orkater
- 1987 - Muziek verzorgd voor Rok & Rol / Netty van Hoorn, tv-serie NOS
- 1987 - Muziek verzorgd voor Parking / Loes Luca & Olga Zuiderhoek, Orkater
- 1988 - Muziek verzorgd voor Wild Vlees / Loes Luca, Gerard Thoolen, Jim van der Woude, St Woods
- 1989 - Muziek verzorgd voor Bloedbruiloft / Federico García Lorca, Theatergroep Carrousel
- 1989 - Muziek verzorgd voor Nachtwake / videofilm Astmafonds
- 1990 - Muziek verzorgd voor Zomergasten / Maxim Gorki, RO-theater
- 1991 - Muziek verzorgd voor Een Goed Hoofd / Judith Herzberg, Orkater
- 1991 - Muziek verzorgd voor Achter de Dijk / tv-serie NOS
- 1992 - Leader-muziek voor Nederlandse Omroep Stichting|NOS / Sportjournaal / NOVA (televisieprogramma)|NOVA / Ned 1 commercials
- 1993 - Muziek verzorgd voor Scholen des Levens / tv-serie VARA
- 1993 - Muziek verzorgd voor Er ging een badmuts voorbij / Jim van der Woude & Peer Mascini, St. Woods
- 1994 - Muziek verzorgd voor Dansende Vis met Rennende Kok / Jim van der Woude, dansgroep REFLEX
- 1994 - Muziek verzorgd voor Natte Sneeuw / Loes Luca, Arjan Ederveen, Orkater
- 1995 - Muziek verzorgd voor Vraag en Aanbod / tv-serie Hum. Verbond
- 1995 - Muziek verzorgd voor De Miraculeuze Comeback van Mea L. Loman / Toneelgroep Amsterdam
- 1996 - Muziek verzorgd voor Pas de Thé / Jim van der Woude, dansgroep REFLEX
- 1997 - Concept en muziek voor De Nietsfabriek / Judith Herzberg, Orkater
- 1998 - Muziek verzorgd voor Nadorst / Jim van der Woude, St. Woods
- 1999 - Leaderpakket voor Studio NL / Wereldomroep
- 2000 - Muziek verzorgd voor Ravage / Simone de Jong & Johnny Lion
- 2001 - Muziek verzorgd voor Leunen / Loes Luca & Jim van der Woude, Orkater
- 2001 - Muziek verzorgd voor Panorama Hooymeijer / Parade, Mobile Arts
- 2001-2002 - Composities: Moderato voor Orkest / Symfonieorkest
- 2002-2003 - Gespeeld in The Prefab Four / Orkater
- 2004 - Compositie voor orkest Ballet Mécanique / Fernand Léger, Film in Concert
- 2005-2011 Composities: Pianostukken 1 t/m 8 / Piano
- 2008-2009 - Muziek verzorgd voor De Passie van Anna / Marijke Beversluis, THIM Muziektheater
- 2011 - Gespeeld in Het Vervolg, Spijkerboor / duo met Jim van der Woude, Kunst op Kamers
- 2012 - Muziek verzorgd voor Queen Ann P S Belly cut off / Mariken Wessels